# 広野太吉
広野 太吉（ひろの たきち、1887年〈明治20年〉1月4日 - 1943年〈昭和18年〉4月19日）は、大日本帝国陸軍軍人。最終階級は陸軍中将。功三級

## 経歴
1887年（明治20年）に東京府で生まれた。陸軍士官学校第18期、陸軍大学校第27期卒業。1930年（昭和5年）8月1日に陸軍砲兵大佐進級と同時に野砲兵第8連隊長に就任した。1931年（昭和6年）8月に陸軍野戦砲兵学校教官に転じ、1933年（昭和8年）1月31日に砲兵監部部員、10月10日に第1師団参謀長を歴任した。
1935年（昭和10年）3月15日に陸軍少将進級と同時に陸軍重砲兵学校幹事に着任。12月2日に野戦重砲兵第1旅団長に転じ、1936年（昭和11年）8月に津軽要塞司令官を経て、1937年（昭和12年）8月に陸軍野戦砲兵学校長に就任した。1938年（昭和13年）3月1日に陸軍中将に進級し、7月15日に新規編制された第17師団長（中支那派遣軍・第13軍）に親補され、日中戦争に出動。武漢作戦では隷下部隊の第17歩兵団長、鈴木春松少将が率いる鈴木支隊を派遣。蘇州・徐州を根拠地とし、討伐戦、清郷工作に任じた。1940年（昭和15年）8月1日に参謀本部附となり、9月28日に待命、9月30日に予備役に編入された。